# Inés Aldea
Inés Aldea, all'anagrafe Inés Aldea Bruno (Madrid, 23 febbraio 1991), è un'attrice e ballerina spagnola, nota per aver interpretato il ruolo di Celia Verdejo nella soap Una vita.

## Biografia
Inés Aldea è nata il 23 ottobre 1991 a Madrid (Spagna). Oltre alla recitazione è una ballerina di salsa.

## Carriera
Inés Aldea ha studiato recitazione e arti sceniche. Dal 2005 al 2009 ha preso parte al cast della serie Verano azul. Nel 2008 ha recitato nella serie Los hombres de Paco.
Nel 2009 ha interpretato il ruolo di Greta nel film Pájaros muertos diretto da Guillermo Sempere e Jorge Sempere.
Dal 2015 al 2019 è stata scelta per interpretare il ruolo di Celia Verdejo nella soap opera in onda su La 1 Una vita, in cui ha recitato insieme ad attori come Marc Parejo, Ana del Rey, Sara Miquel, Gonzalo Trujillo e Alejandra Meco. Nel 2016 e nel 2017 ha partecipato come invitata al programma televisivo in onda su La 1 Telepasión española.

## Filmografia

### Cinema
- Pájaros muertos, regia di Guillermo Sempere e Jorge Sempere (2009)

### Televisione
- Verano azul – serie TV (2005-2009)
- Los hombres de Paco – serie TV (2008)
- Una vita (Acacias 38) – soap opera (2015-2019)

## Teatro
- Invisibles, diretto da David Marqués, presso il Microteatro (2015)

## Programmi televisivi
- Telepasión española (La 1, 2016-2017)

## Doppiatrici italiane
Nelle versioni in italiano dei suoi film e delle sue serie TV, Inés Aldea è stata doppiata da:
- Chiara Francese[9] in Una vita[10]